# 横浜コミュニティ放送
横浜コミュニティ放送株式会社（よこはまコミュニティほうそう）は、神奈川県横浜市青葉区の一部地域を放送区域として超短波放送（FM放送）を営む特定地上基幹放送事業者である。
FM salus（エフエムサルース）の愛称でコミュニティ放送を行っている。

## 概要
2002年（平成14年）開局。愛称のFM salusは東急沿線情報誌「salus」にちなむ。
東急グループのケーブルテレビ局イッツ・コミュニケーションズの完全子会社であり、同社はマスメディア集中排除原則にいう支配関係にある。
本社・演奏所（スタジオ）が市ケ尾町のイッツ・コミュニケーションズメディアセンター内に、サテライトスタジオがたまプラーザ駅東口のたまプラーザテラスにあり、イッツ・コミュニケーションズと共同使用している。送信所は美しが丘の東急百貨店たまプラーザ店にあり周波数84.1MHz、空中線電力20Wで送信している。受信可能エリアは横浜市青葉区を中心とし、イッツ・コミュニケーションズでも再送信している。
インターネット配信はFM++とJCBAインターネットサイマルラジオによる。かつてはテレホンサービス（0180-994-841）でも聴取が可能であった。
7:00 - 23:00は毎時間時報スポットが流れる。7時台と23時台は「東急セキュリティ」、そのほかの時間帯は「TOKYU TOP&カード」などの東急グループ会社のCM。7:00と8:00のみ正時の「ポーン」の音がある。

## 沿革
- 2002年（平成14年）
  - 7月15日 - 横浜コミュニティ放送株式会社設立[4]。放送局（現・特定地上基幹放送局）の予備免許取得[5]。
  - 10月18日 - 放送局の免許取得[6]。
  - 10月20日 - 開局[4]。たまプラーザ駅北口にサテライトスタジオを設置し生放送を開始。
- 2010年（平成22年）10月 - たまプラーザ駅周辺再開発のため、サテライトスタジオをたまプラーザテラスに移設。
- 2011年（平成23年）
  - 3月21日 - SimulRadioによるインターネット配信開始。配信時間は6:55 - 24:00。
  - 4月4日 - 東京都世田谷区玉川の二子玉川ライズにイッツ・コミュニケーションズが新設したサテライトスタジオ「スタジオ・ライズ」から平日の一部番組の生放送を開始。
  - 6月30日 - テレホンサービスを終了[4]。
- 2016年（平成28年）1月19日 -「スタジオ・ライズ」からの生放送終了。
- 2017年（平成29年）11月23日 - FM++によるインターネット配信を開始[7]。
- 2018年（平成30年）7月31日 - 動画配信をYouTubeに集約するため、Ustreamでの動画配信を終了[8]。
- 2019年（令和元年）10月1日 - JCBAインターネットサイマルラジオによるインターネット配信を開始[9]。SimulRadioでの配信を終了。
- 2020年（令和2年）4月1日 - 情報アナウンス（毎時56分の東急線運行情報およびウェザーニューズ提供の天気予報）について、毎日7 - 22時台に実施していたものを月 - 金のみの7 - 17時台に縮小。
- 2022年（令和4年）4月1日 - 情報アナウンスにAIアナウンサーを導入。気象庁発表の神奈川東部エリア・東京エリアの天気や防災情報、東急電鉄が発表している鉄道運行情報を自動収集し、放送スケジュールにあわせて送出する。東急線平常運転の際は、日本語・英語・ベトナム語・中国語・韓国語の5か国語で案内。また、緊急時は日本語情報を各言語翻訳してAIアナウンサーが繰り返し伝えるシステムを構築している[10]。

## 番組
2025年6月現在。
- 青葉区広報番組 あおバリュー Radio - 平日午前11時から生放送。土日はダイジェストでの再放送。
- あおバリュー Radio~多言語版~
- 音で楽しむ♪GO!GO!東急線ラジオ版　- 東急線の車内アナウンスや踏切の音など、運転席からの音を数区間ずつ週更新で紹介する番組。
- SALUS all in one - 平日午後の生放送番組。
- 防災あおば - 青葉区の防災に特化した情報番組。
- お散歩ともだち Hearty - 舞 はるり
- いけちゃんねるpresented by ワンダーウォール横浜(WWY) - 池田 紳一郎
- アイドルザウルスラジオ - Aicong（アイコン）
- 石黒エレナと美葵さや加のフライデーナイト〜FM84.1バージョン〜 - 石黒エレナ、小林沙弥香
- 新谷ケンジの参謀ラジオ - 新谷 健司（クラフト・ティー代表）
- 【#エダコのベンチャー座談会】 - エダコDX、月見おんぷ
- FP野原の今夜も0円で飲みに行く！ - 野原 亮（ゼロ・ミリオン代表取締役）、環 友加里
- きゃらもんの飼育小屋 - きゃらめるもんすたーず
- カガラジ　- 巻 a.k.a makky☆（振付師）
- 火曜サスペンド劇場 - 月見 おんぷ、TACKY
- きなこと一緒にpianopiano - たかさご きなこ（歌手）
- 五反田 Rocky presents エンタメロッキー - 月見 おんぷ、8Law
- 新橋クラシックラガーpresents クラフトマンズシップ - 有隅央＆松澤祐歩
- 水素のジカン - 福田峰之、寺尾 日女香（wqwq）
- スカイアイ・ランド - スカイアイ・プロデュース所属者12名featひかる一平
- サカガミ＆DoryのレコメンDo! - サカガミ トモノリ（シンガーソングライター）、Dory
- 島田大介のお悩み相談室 - 島田 大介（JFL所属）、エダコDX
- gee up sprout - スプラウト メンバー
- FDK presents ソナエルRadio - 木村 知世子
- TACKY＆おんぷの「ココだけの話」　- TACKY、月見 おんぷ
- たなみんサタデー - 田名部生来
- たまとニケ　- たま3歳と子ネコのニケのほっこりした日常のラジオドラマ。
- 月見おんぷのGAP RADIO
- 生活向上トークバラエティ テクウィズ ~Technology Wisdom~ - 部谷直亮（電通総研 経済安全保障研究センター主席研究員 、現代戦研究会代表）、吉田 黎香
- TRAIN – TRAIN - 小林佳果、久保田敦
- DRIVE-IN THE RADIO FUTURE - マッスル増田、篠崎ゆき
- Dream Challenge - 出羽 成利（元ボイストレーナー）、環 友加里
- T-Music Funny Moments - 増田隆宣、環 友加里
- 野口雄志のしあわせ人生ラジオ - 野口 雄志
- ぽてと de チップス　- CHIPS
- Hurry up!～コロンブスの卵たち～ - HARRY、古山喜章
- VINYL COLORS
- バリバリ&ともぢの爆弾バンバン - バリバリ、ともぢ
- ほりのまさきの「MARKETING LAB」 - 堀野 正樹、月見 おんぷ
- 三由佳奈と葉月蓮のアフタヌーンティー - 三由佳奈（モデル・女優）、葉月蓮（モデル）
- MOZA RADIO - MOZAIK
- 迎里計のボッタリナオシ島時間 - 迎里計
- Moreぷら　-元石川高校による地域活性化ラジオ - 神奈川県立元石川高等学校の地域活性化を目的に活動しているボランティア団体「More(モア)」による番組。
- よしもと5じ6じラジオ
- ラクゆる！アンチエイジング・ハーモニカ
- ラジオだよ ゆいプラホ
- レイナの時間
- Wonderful Color
- ワクセル全開

### 終了番組
- Rise & Shine - シンディ鈴木のDJで長らく放送された朝のワイド番組。
- Afternoon Salus - "SALUS all in one"の前身。月-木は藤田みさ、金は蒲田健。
- Saturday SALUS - 湯浅円
- Sunday SALUS - HARRY
- iTSCOM presents MTV US Top 20 - 長嶋トモヒコ（ダーリンハニー）
- HUMAN Talk BOX - 高田春菜→宇都礼子/水木ゆうな（隔週）